# Dactylorhiza
Genre
Classification phylogénétique
Dactylorhiza est un genre de plantes de la famille des Orchidaceae.

## Caractéristiques

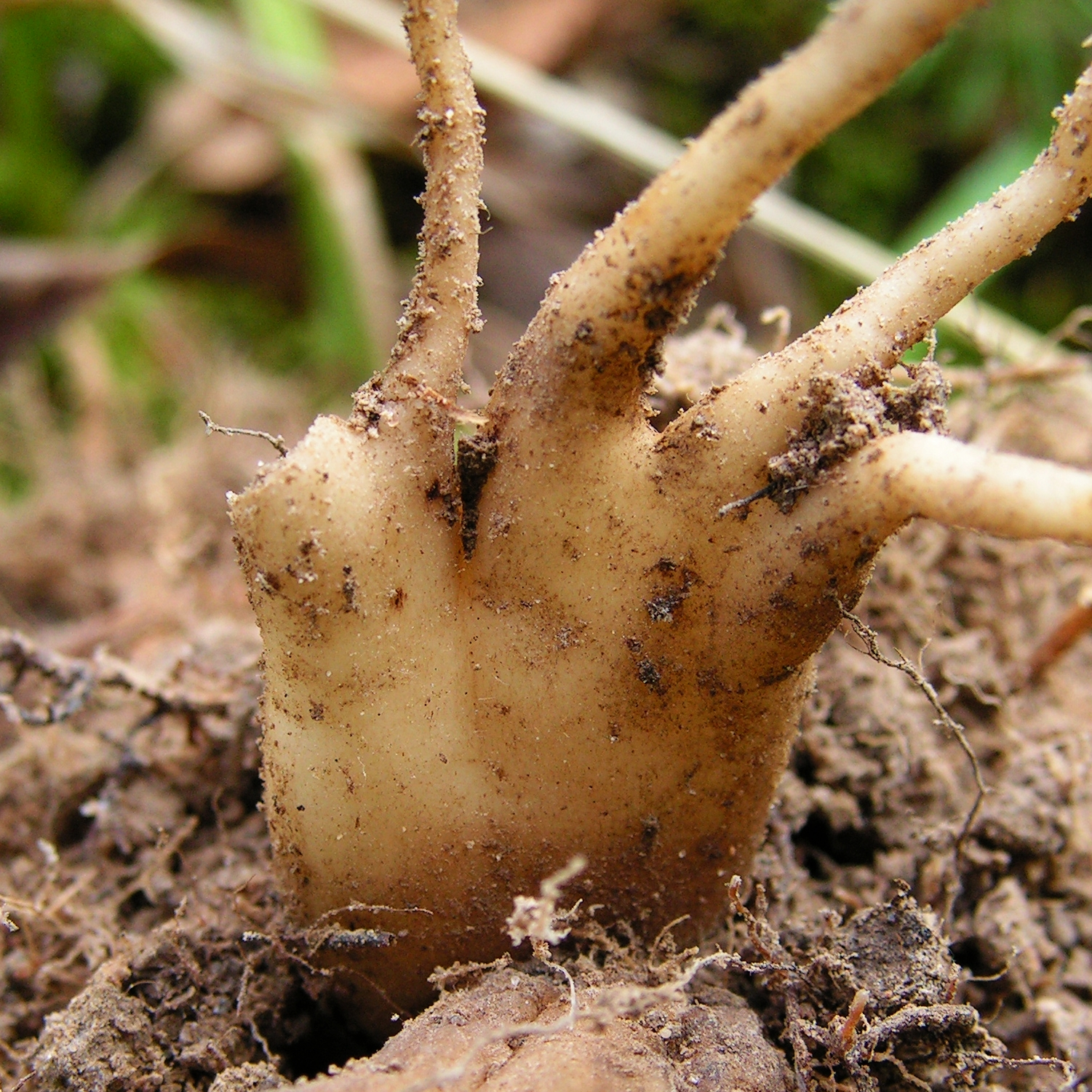
Tubercule de Dactylorhiza maculata.

Ce sont des orchidées terrestres des régions tempérées à tubercules digités (ramification de ses tubercules rappelant des doigts). 
Du grec ancien δάκτυλος (daktylos) signifiant doigt et ῥίζα (rhíza) signifiant racine.

## Liste des groupes d'espèces
C'est un genre principalement eurasiatique qui comprend une cinquantaine d'espèces parfois très difficiles à caractériser parmi lesquelles les hybridations sont fréquentes. 
Actuellement les naturalistes distinguent :
- une espèce isolée Dactylorhiza iberica
- le groupe de Dactylorhiza incarnata avec 7 espèces.
- le groupe de Dactylorhiza maculata avec une douzaine d'espèces.
- le groupe de Dactylorhiza majalis avec 8 espèces.
- le groupe de Dactylorhiza praetermissa avec 9 espèces.
- le groupe de Dactylorhiza sambucina avec 5 espèces.
- le groupe de Dactylorhiza traunsteineri avec 6 espèces

## Liste d'espèces

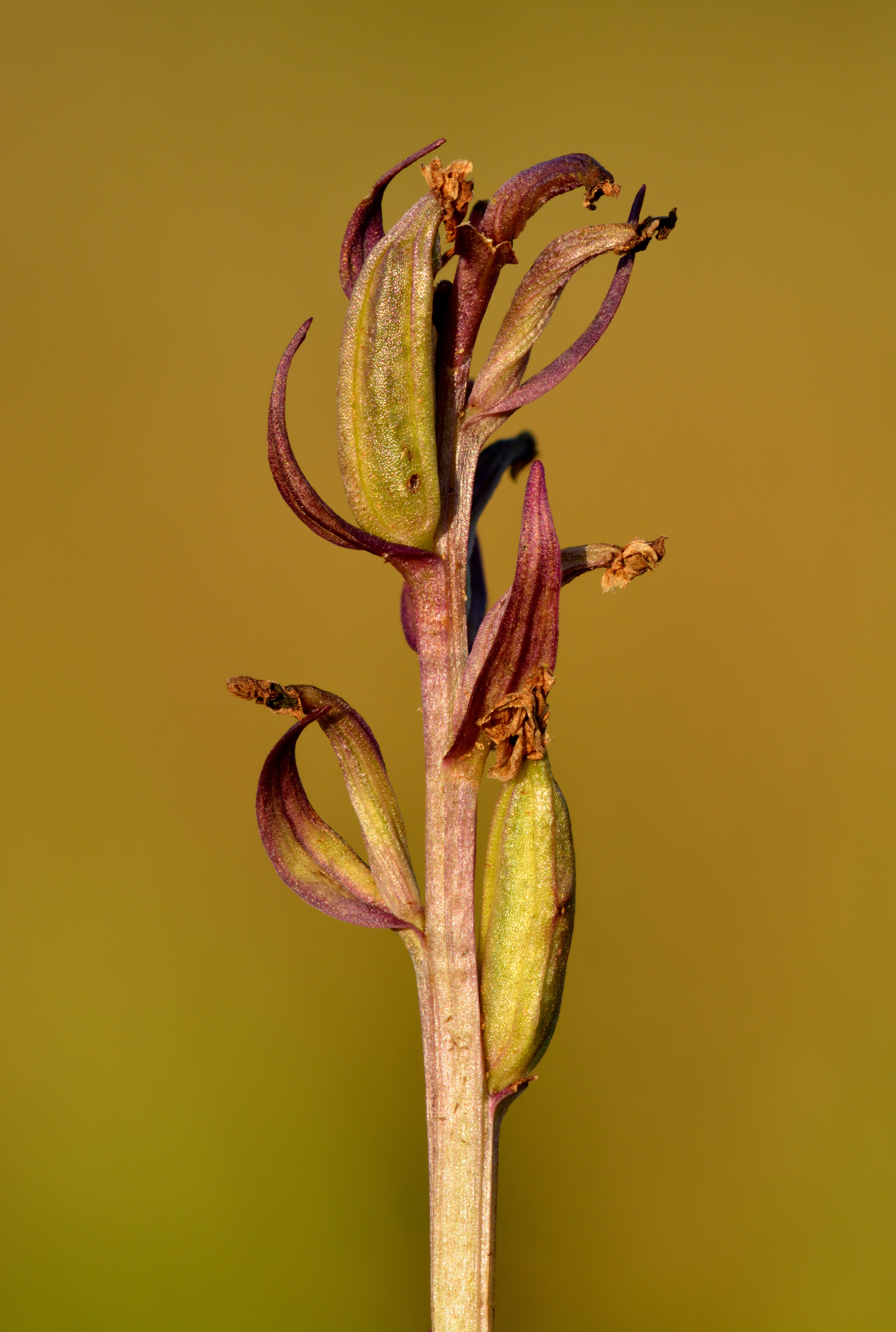
Infrutescence de dactylorhiza russowii, en Estonie. Aout 2019.

- Dactylorhiza ×abantiana H.Baumann & Künkele
- Dactylorhiza ×aldenii H.Baumann
- Dactylorhiza alpestris (Pugsley) Aver.
- Dactylorhiza ×altobracensis (Coste & Soulié) Soó
- Dactylorhiza aristata (Fisch. ex Lindl.) Soó
- Dactylorhiza ×aschersoniana (Hausskn.) Borsos & Soó
- Dactylorhiza atlantica Kreutz & Vlaciha
- Dactylorhiza ×baicalica Aver.
- Dactylorhiza ×balabaniana H.Baumann
- Dactylorhiza baldshuanica Chernyak.
- Dactylorhiza baumanniana J.Hölzinger & Künkele
- Dactylorhiza ×bayburtiana H.Baumann
- Dactylorhiza ×beckeriana (Höppner) Soó
- Dactylorhiza bohemica Businský
- Dactylorhiza ×boluiana H.Baumann
- Dactylorhiza ×braunii (Halácsy) Borsos & Soó
- Dactylorhiza ×breviceras Renz & Taubenheim
- Dactylorhiza cantabrica H.A.Pedersen
- Dactylorhiza ×carnea Soó
- Dactylorhiza ×claudiopolitana (Simonk.) Borsos & Soó
- Dactylorhiza cordigera (Fr.) Soó
- Dactylorhiza ×csatoi (Soó) Soó
- Dactylorhiza czerniakowskae Aver.
- Dactylorhiza ×daunia W.Rossi & al.
- Dactylorhiza ×delamainii (G.Keller ex T.Stephenson) Soó
- Dactylorhiza ×dinglensis (Wilmott) Soó
- Dactylorhiza ×dubreuilhii (G.Keller & Jeanj.) Soó
- Dactylorhiza ×dufftiana (M.Schulze) Soó
- Dactylorhiza ×dufftii (Hausskn.) Peitz
- Dactylorhiza elata (Poir.) Soó - Orchis élevé
- Dactylorhiza euxina (Nevski) Czerep.
- Dactylorhiza ×flixensis (Gsell) Soó
- Dactylorhiza foliosa (Rchb.f.) Soó
- Dactylorhiza ×formosa Soó
- Dactylorhiza ×fourkensis B.Willing & E.Willing
- Dactylorhiza fuchsii (Druce) Soó - Orchis de Fuchs
- Dactylorhiza ×gabretana (A.Fuchs) Soó
- Dactylorhiza ×genevensis (Klinge ex Schulze) Soó
- Dactylorhiza ×godferyana (Soó) Peitz
- Dactylorhiza graggeriana (Soó) Soó
- Dactylorhiza ×grandis (Druce) P.F.Hunt
- Dactylorhiza ×guillaumeae C.Bernard
- Dactylorhiza ×gustavssonii H.Baumann
- Dactylorhiza ×hallii (Druce) Soó
- Dactylorhiza hatagirea (D.Don) Soó
- Dactylorhiza ×hochreutinerana (K.Hellm.) Soó
- Dactylorhiza iberica (M.Bieb. ex Willd.) Soó
- Dactylorhiza incarnata (L.) Soó - Orchis incarnat
- Dactylorhiza ×insignis (T.Stephenson & T.A.Stephenson) Soó
- Dactylorhiza insularis (Sommier) Ó.Sánchez & Herrero
- Dactylorhiza isculana Seiser
- Dactylorhiza ×ishorica Aver.
- Dactylorhiza ×jenensis (Brand) Soó
- Dactylorhiza ×jestrebiensis Businský
- Dactylorhiza ×juennensis Perko
- Dactylorhiza kafiriana Renz
- Dactylorhiza kalopissii E.Nelson
- Dactylorhiza ×katarana H.Baumann
- Dactylorhiza ×kelleriana P.F.Hunt
- Dactylorhiza ×kerasovinensis B.Willing & E.Willing
- Dactylorhiza ×kerneriorum (Soó) Soó
- Dactylorhiza ×kopdagiana H.Baumann
- Dactylorhiza ×koutsourana B.Willing & E.Willing
- Dactylorhiza kulikalonica Chernyak.
- Dactylorhiza ×kuuskiae E.Breiner & R.Breiner
- Dactylorhiza lapponica (Laest. ex Hartm.) Soó
- Dactylorhiza ×latirella (P.M.Hall) Soó
- Dactylorhiza ×lehmannii (Klinge) Soó
- Dactylorhiza longifolia (Neuman) Aver.
- Dactylorhiza maculata (L.) Soó - Espèce notamment de l'Orchis tacheté
- Dactylorhiza magna (Czerniak.) Ikonn.
- Dactylorhiza majalis (Rchb.) P.F.Hunt & Summerh. - Dactylorhize de mai
- Dactylorhiza ×megapolitana (Bisse) Soó
- Dactylorhiza ×metsowonensis B.Baumann & H.Baumann
- Dactylorhiza ×nevskii H.Baumann & Künkele
- Dactylorhiza nieschalkiorum H.Baumann & Künkele
- Dactylorhiza ochroleuca (Wüstnei ex Böll) Holub - (Orchis jaune pâle)
- Dactylorhiza ×ornonensis (G.Keller & Jeanj.) Soó
- Dactylorhiza osmanica (Klinge) P.F.Hunt & Summerh.
- Dactylorhiza ×paridaeniana Kreutz
- Dactylorhiza praetermissa (Druce) Soó - Orchis négligé
- Dactylorhiza ×prochazkana Businský
- Dactylorhiza purpurella (T.Stephenson & T.A.Stephenson) Soó
- Dactylorhiza ×renzii H.Baumann & Künkele
- Dactylorhiza ×rizeana Renz & Taubenheim
- Dactylorhiza romana (Sebast.) Soó
- Dactylorhiza ×rombucina (Cif. & Giacom.) Soó
- Dactylorhiza ×ruppertii (M.Schulze) Borsos & Soó
- Dactylorhiza russowii (Klinge) Holub
- Dactylorhiza saccifera (Brongn.) Soó
- Dactylorhiza ×salictina B.Willing & E.Willing
- Dactylorhiza salina (Turcz. ex Lindl.) Soó
- Dactylorhiza sambucina (L.) Soó - Orchis sureau
- Dactylorhiza ×serbica (Fleischm.) Soó
- Dactylorhiza ×sivasiana E.Baumann & Künkele ex Renz & Taubenheim
- Dactylorhiza ×sooi (Ruppert ex Soó) Soó
- Dactylorhiza ×souflikensis B.Willing & E.Willing
- Dactylorhiza ×stagni-novi D.Tyteca & Gathoye
- Dactylorhiza sudetica (Poech ex Rchb.f.) Aver.
- Dactylorhiza ×szaboiana (Soó) Soó
- Dactylorhiza ×transiens (Druce) Soó
- Dactylorhiza traunsteineri (Saut. ex Rchb.) Soó - Orchis de Traunsteiner
- Dactylorhiza umbrosa (Kar. & Kir.) Nevski
- Dactylorhiza urvilleana (Steud.) H.Baumann & Künkele
- Dactylorhiza ×vallis-peenae Kümpel
- Dactylorhiza ×venusta (T.Stephenson & T.A.Stephenson) Soó
- Dactylorhiza viridis (L.) R.M.Bateman, Pridgeon & M.W.Chase - Orchis grenouille
- Dactylorhiza ×vitosana H.Baumann
- Dactylorhiza ×vogtiana H.Baumann
- Dactylorhiza ×vorasica B.Willing & E.Willing
- Dactylorhiza ×weissenbachiana Perko
- Dactylorhiza ×wiefelspuetziana D.Tyteca